# Maria Restituta Kafka

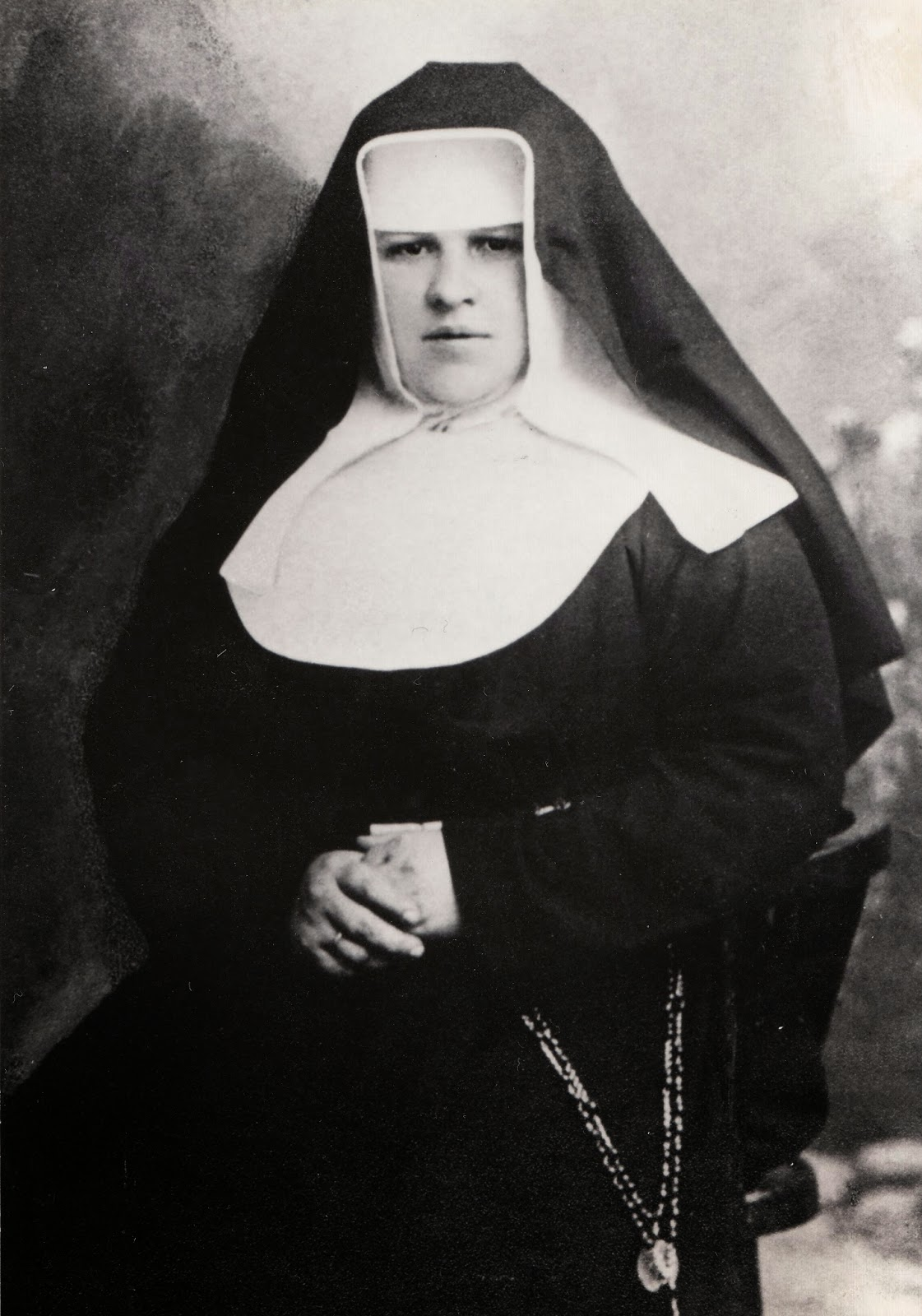
Die selige Schwester Maria Restituta Kafka SFCC (um 1919)

Sr. Maria Restituta Kafka SFCC (* 1. Mai 1894 in Hussowitz bei Brünn, Österreich-Ungarn als Helene Kafka; † 30. März 1943 in Wien) war eine österreichische Ordens- und Krankenschwester und Märtyrerin, die sich während der Zeit des Nationalsozialismus in Österreich den Machthabern widersetzte. Papst Johannes Paul II. sprach sie 1998 selig.

## Kindheit, Beruf und Orden
Helene Kafka wurde als viertes von sieben Kindern des Schuhmachers Anton Kafka und der Maria Stehlík geboren. Als sie zwei Jahre alt war, zog die Familie nach Wien-Brigittenau. Dort besuchte sie die Volksschule, die dreijährige Bürgerschule und später die einjährige Haushaltungsschule in Wien-Innere Stadt. Nach einigen Jahren als Hausmädchen wurde sie 1914 Hilfspflegerin im Krankenhaus Lainz. Mit 19 Jahren trat sie der Ordensgemeinschaft der Franziskanerinnen von der christlichen Liebe (auch bekannt als „Hartmannschwestern“) bei und nahm den Ordensnamen Maria Restituta an. Nach dem Ersten Weltkrieg kam sie 1919 als Operationsschwester ins Krankenhaus Mödling und brachte es bis zur Oberschwester der chirurgischen Abteilung.

## Widerstand und Tod in der NS-Zeit
Auch das Krankenhaus Mödling blieb nach dem Anschluss Österreichs im März 1938 nicht verschont. Schwester Restituta weigerte sich, Kruzifixe aus den Krankenzimmern zu entfernen. Sie lehnte es zudem ab, „arische“ Patienten gegenüber „fremdrassigen“ zu bevorzugen. Diese Haltungen und zwei von ihr diktierte regimekritische Texte wurden ihr zum Verhängnis. Der Chirurg Lambert Stumfohl, Mitglied der SS, denunzierte sie. Am 18. Februar 1942 (Aschermittwoch) wurde sie im Operationssaal von der Gestapo verhaftet. Am 29. Oktober 1942 verurteilte eine Kammer des Kammergerichts sie wegen „Feindbegünstigung und Vorbereitung zum Hochverrat“ zum Tode.
Am 30. März 1943 wurde Maria Restituta Kafka im Wiener Landesgericht durch Enthauptung hingerichtet. Wie bei den anderen Opfern des Nationalsozialismus, die aufgrund ihrer ethnischen Zugehörigkeit, ihres Glaubens oder aus politischen Gründen durch den nationalsozialistischen Staat zu Tode gebracht wurden, wird ihre Hinrichtung heute als Ermordung betrachtet.
Trotz kirchlichen Wunsches wurde der Leichnam nicht der Ordensgemeinschaft übergeben, sondern anonym in der sogenannten 40er-Gruppe des Wiener Zentralfriedhofs verscharrt (Reihe 30, Grabnummer 158). Dort liegen etwa 2700 Tote.

## Gedenken in der Nachkriegszeit

### Seligsprechung
Am 21. Juni 1998 wurde Sr. Restituta während des Papstbesuchs in Wien durch Johannes Paul II. auf dem Heldenplatz zeitgleich mit  Jakob Kern und  Anton Maria Schwartz seliggesprochen. Ihr liturgischer Gedenktag ist der 29. Oktober, der Tag des Todesurteils 1942.

### MusicalRestituta
Im Jahre 2000 wurde durch das Brigittenauer Gymnasium das von Elisabeth Lotterstätter, Rita Melzer und Ingeborg Schnaubelt verfasste Musical Restituta uraufgeführt. 2010 erschien eine Doppel-CD mit dem Musical und der Restituta-Messe.

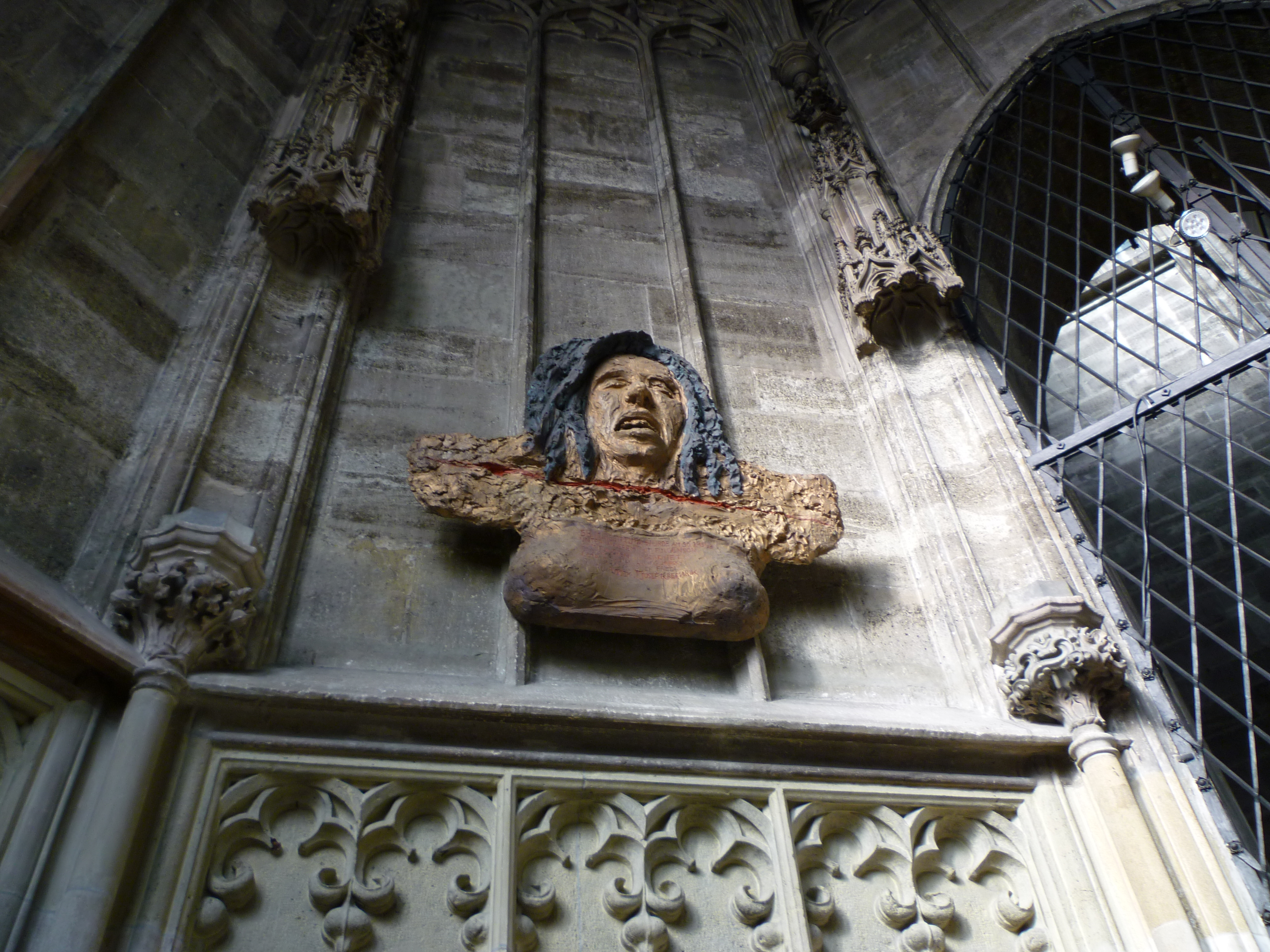
Büste im Wiener Stephansdom

### Gedenkorte

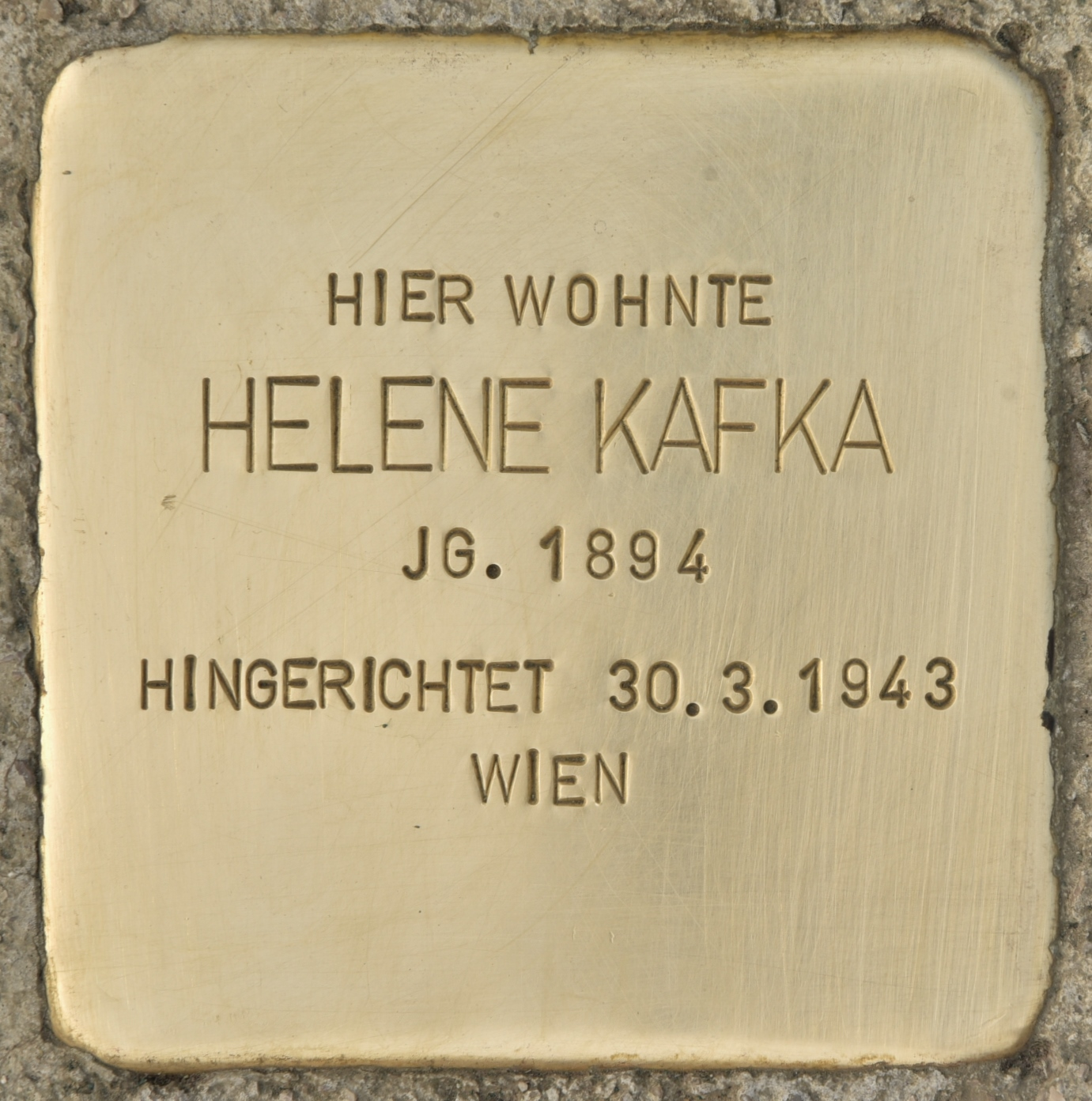
„Stolperstein“ für Helene Kafka, d. i. Sr. Maria Restituta, vor dem Landesklinikum Mödling, Mödling, Sr.-Maria-Restituta-Gasse 12

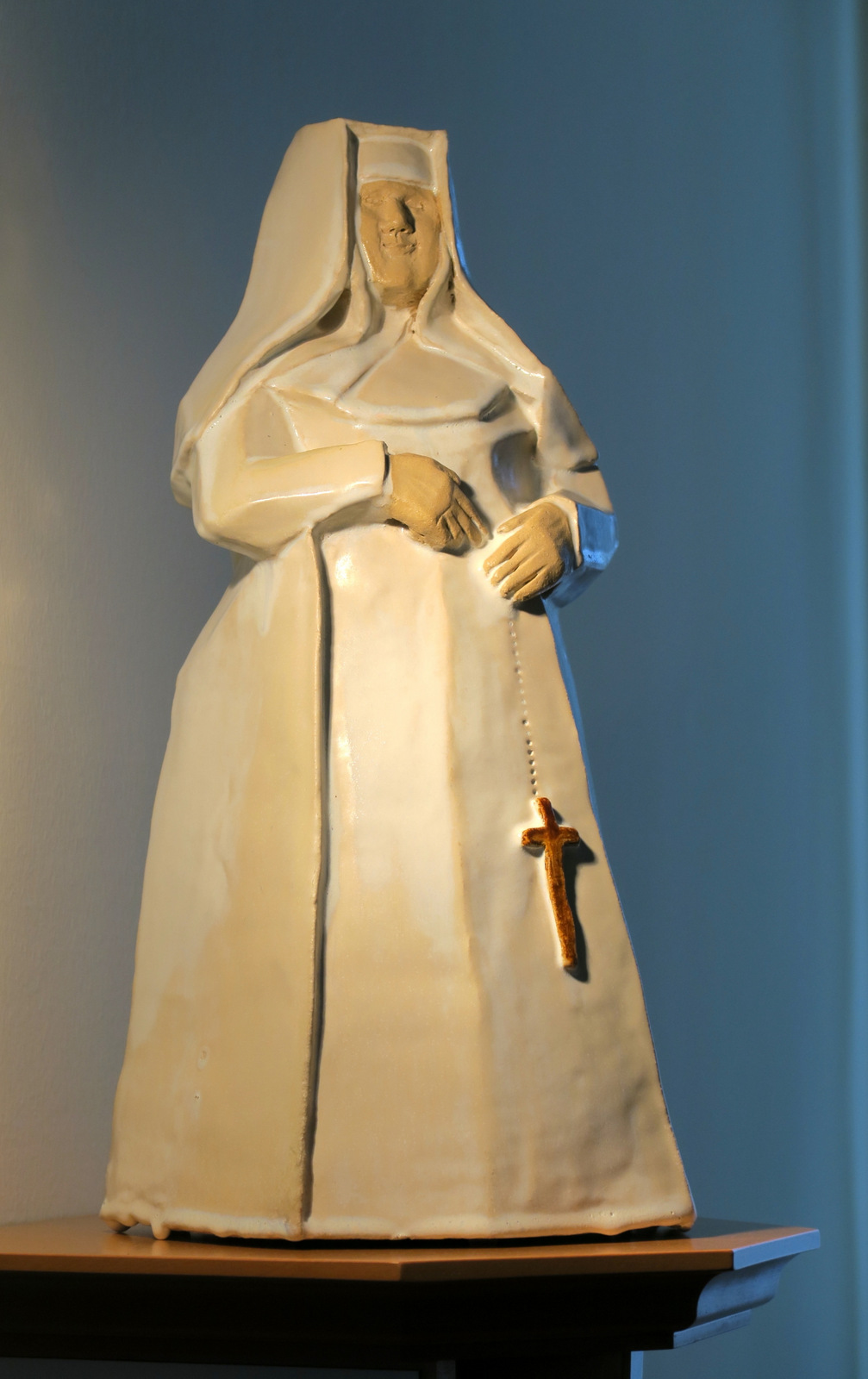
Keramikstatur von Lukas Philippovich (2017), Pfarrkirche Herz-Jesu, Sr.-Maria-Restituta-Kapelle, Mödling (Schöffelstadt)

- Ein von Sr. Restituta getragenes Kreuz ist seit März 2013 in der Basilika San Bartolomeo all’Isola in Rom als Reliquie auf einem Seitenaltar aufgestellt. Papst Johannes Paul II. hatte diese Kirche im Jahre 2002 dem Gedenken der Märtyrer und Glaubenszeugen des 20. Jahrhunderts gewidmet, gleich welcher Konfession.[8]
- In der Brigittenau, dem Bezirk ihrer Kindheit und Jugend, ist ihr Wohnhaus als Kind (Denisgasse) mit einer Gedenktafel versehen.
- Im Hartmannspital in Wien-Margareten gibt es eine Dauerausstellung: Restituta-Dokumentation – Glaube gegen NS-Gewalt.[9]
- Seit dem 27. Mai 2009 ist in der Barbara-Kapelle des Wiener Stephansdoms eine von Alfred Hrdlicka geschaffene Büste angebracht.[10]
- Auch in der Basilika Klein-Mariazell wird über ihr Leben berichtet und ihrer besonders gedacht (Statue von Oskar Höfinger [1998], Reliquie im Hochaltar).
- 2006 verlegte der Kölner Künstler Gunter Demnig in Mödling in der Sr.-Maria-Restituta-Gasse 12 einen Stolperstein.[11]
- In der Sr.-Maria-Restituta-Kapelle der Pfarrkirche Herz-Jesu in Mödling – zu dieser Pfarre gehört das Landesklinikum (Krankenhaus) Mödling – wurde am 29. Oktober 2017 eine von Lukas Philippovich geschaffene Keramikstatue aufgestellt.[12]
- Im Brünner Ortsteil Hussowitz wurde am 1. Mai 2025 von Bischof Pavel Konzbul ihr Denkmal geweiht.[13]

### Maria Restituta Kafka als Namensgeberin
- In Mödling wurde ihr zum Gedenken die westliche Hälfte der Weyprechtgasse vor dem Krankenhaus in Schwester-Maria-Restituta-Gasse umbenannt.
- In Wien-Brigittenau wurde bei der Donaubrücke, Nähe U6-Station „Handelskai“, im Jahre 2000 ein Maria-Restituta-Platz benannt.
- In Wien-Margareten ist ein Gemeindebau nach ihr benannt (Ecke Pannaschgasse-Margaretenstraße).

## Hörspiel
- Susanne Ayoub: Schwester Kafka. Szenen aus dem Leben der Helene Kafka. Hörspiel. Produktion ORF – Radio Ö1. Erstsendung 2004.